# 1. szimfónia (Beethoven)
Ludwig van Beethoven 1., C-dúr szimfóniáját (op. 21.) 1800-ban fejezte be, majd először 1800. április 2-án, a bécsi Operaházban hangzott el. A mű még magában hordozza elődeinek, Mozartnak és Haydnnak a stílusát, de már megmutatkoznak benne Beethoven egyéni vonásai is. Beethoven vázlatkönyvéből tudjuk, hogy egy szimfónia vázlatait már 1794-ben elkezdte írni, de nyilvánosság elé csak hat évvel később lépett.
Az első szimfóniát a közönség szívélyesen fogadta, ellenben a kritika többnyire negatívan értékelte a művet. Volt olyan kritikus aki „Haydn-karikatúrának” nevezte a művet, és volt aki így vélekedett róla: „Meglehetősen zavaros expozíciója egy tehetséges fiatalember durva merészségeinek”. A mű kiadási jogáért Beethoven 10 arany tiszteletdíjat kapott, a zenekari szólamok 1801-ben, míg a teljes partitúra 1853-ban jelent meg. A művet pártfogójának, Gottfried van Swieten bárónak ajánlotta.

## Keletkezés, háttér

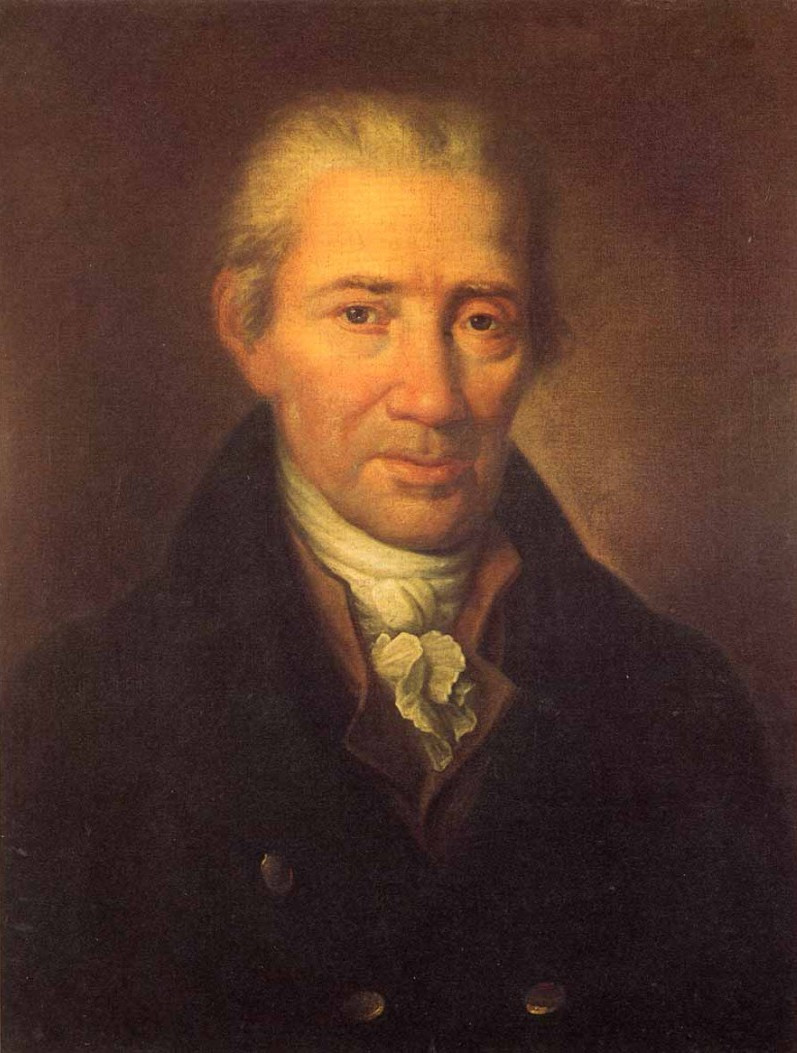
Johann Georg Albrechtsberger tanította Beethovent ellenpontra 1774-75 között, amikor a szimfónia első vázlatai születtek.

Az 1. szimfónia keletkezéséről nagyon keveset tudunk. A későbbi szimfóniák kidolgozásában nagy szerepet játszó vázlatfüzetek ebben az esetben nincsenek segítségünkre, ennél a műnél csak a végleges változatot ismerjük, a hozzá vezető fokozatok kísérleteit nem. Beethoven meglehetősen későn, 30 éves korában írta meg első szimfóniáját. Az egyik oka annak, hogy ilyen későn kezdett szimfóniát írni talán az lehetett, hogy felelősségérzete és büszkesége nem engedte, hogy tökéletes mesterségbeli tudás és emberi érettsége fokának elérése előtt mérkőzzön meg Mozart és Haydn művészetével. A másik oka az lehetett, hogy eddig mind Mozart (leszámítva az utolsó három szimfóniát), mind pedig Haydn csak megrendelésre irt szimfóniákat, csakis akkor, ha kifejezetten kérték és kedvező alkalom nyílt az előadására, Beethovennél egyelőre hiányzott az indításnak ez a része.

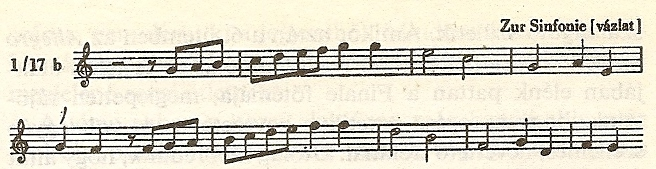
A „Zur Sinfonie” egyik vázlata

Beethovent abban az időben elsősorban mint zongoraművészt és mint kamaraművek szerzőjét tisztelték, és barátai, pártfogói elsősorban zongoraműveket és kamaramuzsikát vártak tőle, ezért a beethoveni szimfóniák közönségét magának a szerzőnek kellett megteremtenie, és ezért hatalmas szerzői esteket adott ebben az időben. 1774 és 1775 között Johann Georg Albrechtsberger tanította az ifjú Beethovent ellenpontra, és innen származnak az első szimfonikus vázlatok. Beethoven „Zur Sinfonie” felírással két változatban feljegyzett magának egy C-dúr szimfónia kezdőtémát, ami kísértetiesen hasonlít az első szimfónia finálé tételének főtémájához.
Beethoven 1800. április 2-án tartotta első nagyszabású estjét, amit saját maga finanszírozott. Természetesen már előtte is szerepelt mint zongoraművész, de zeneszerzőként ez volt az első igazán fontos fellépése. A hangverseny műsora a következő volt:
1. "Nagy Szimfónia a néhai Mozarttól
2. Ária Haydn Teremtéséből

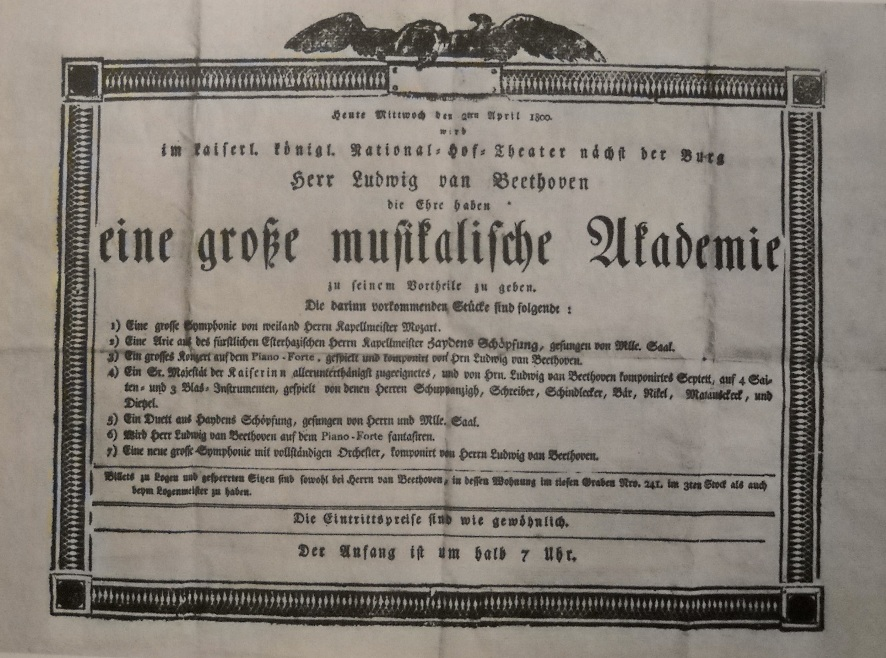
A koncert plakátja

3. Nagy zongoraverseny Beethoventől, a szerző előadásában[J 1]
4. Beethoven: Szeptett
5. Duett Haydn Teremtéséből
6. Beethoven szabad fantáziája zongorán
7. Beethoven: Új nagy szimfónia nagyzenekarra"[9]

A hangverseny hatalmas sikert aratott. Beethoven a másik két klasszikus mester mellé emelkedett, és egy csapásra Európa egyik vezető szimfonikusa lett. Az előadás érdekessége, hogy Beethoven saját művein kívül, Haydn és Mozart műveket is előadott, azért hogy Haydn és Mozart vitathatatlan tekintélyét alátámassza. Az Allgemeine Musikalische Zeitung egyik tudósítója így vélekedett az előadásról: „Végre Beethoven úr is megkapta a maga részére egy estére a színházat, és ez valóban hosszú idők óta a legérdekesebb hangversenynek bizonyult”.

## Tételek

### 1. tétel – Adagio molto — Allegro con brio
A szonátaformában megírt első tétel hűen követi a londoni Haydn-szimfóniák szerkezetét, az expozíció egy lassú bevezetővel kezdődik (Adagio molto). Az első akkord egy F-dúr domináns szeptim, egy ilyen disszonáns kezdésre nemigen találunk példát a Beethoven előtti szimfóniairodalomban. A 12 ütemnyi lassú bevezető után jelenik meg a főtéma. A dallam igen jellemző a későbbi erőteljes és agresszív beethoveni témákra, de kidolgozottságát tekintve nem áll még haydni magaslaton.

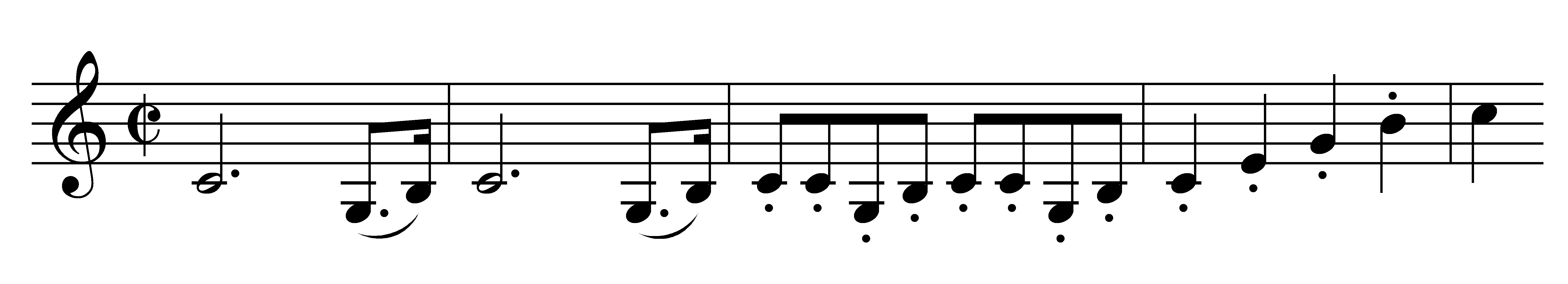
Az 1. tétel főtémája

A viszonylag rövid kidolgozási részben a főtéma és a melléktéma megváltozott alakja szerepel. A  kidolgozási rész meglehetősen eleven és merész, beleértve a vonósok imitációs játékát, az ellentétes ritmusok egyidejű és váltakozó jelentkezését. A szonátaformát követve a kidolgozási rész után felhangzik a re-expozíció, majd egy 38 ütemes kóda zárja az első tételt.

### 2. tétel – Andante cantabile con moto
A második tétel – az elsőhöz hasonlóan – szintén szonátaformában íródott. A főtéma fugatószerűen épül fel, vagyis a téma több szólamban lép be egymásután. A II. hegedű kezdi a dallamot, majd mélyhegedű-brácsa, gordon-fagott, majd az I. hegedű-fuvola-oboa- és kezdetben kürt lépnek be egymást követően.

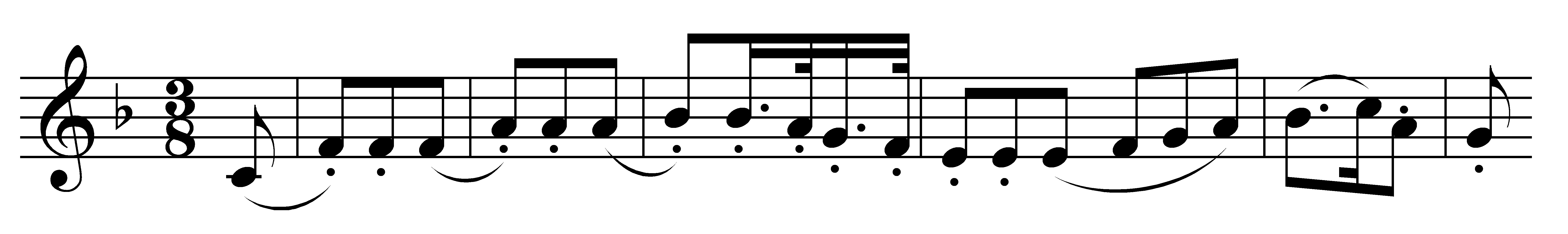
A 2. tétel főtémája

A melléktéma, bár egyetlen hangja sem egyezik meg a főtémáéval, mégis első hallásra a változatának érezzük, talán azért mert ugyanabból a két elemből épül fel: a hangsúlyos felütés, valamint a pontozott ritmus. A zárótéma mozgékony triolákból áll, melyekhez az üstdob pontozott ritmusú g hangokat játszik. Ez volt az 1. szimfónia egyik nagy technikai újítása, mert ez az első eset hogy a zeneszerző mint ütőhangszert, alkalmaz a trombiták vagy a rezesek megerősítésére, hanem mint dallamhangszert alkalmaz.

### 3. tétel – Menuetto (Allegro molto e vivace)
A 3. tétel bár a Menuetto nevet viseli, valójában egy scherzo, amely már magában hordozza a későbbi beethoveni scherzók gyökereit. A régebbi szimfóniák legkötöttebb és legszigorúbb tétele a menüett volt. Beethoven mestere, Albrechtsberger a legaprólékosabban írja elő a szabályokat még a modulációkra is. Beethoven mindezek ellenére felrúgta azokat, és írt egy teljesen szokatlan menüett tételt, amiben már az igazi Beethoven áll előttünk, és ami erősen emlékeztet a 7. szimfónia Scherzo tételére. A tétel hűen követi a menüett formai szabályait. Dalforma szerint épül fel a menüett rész, a trió és a visszatérés is.
Az első dalforma témája:

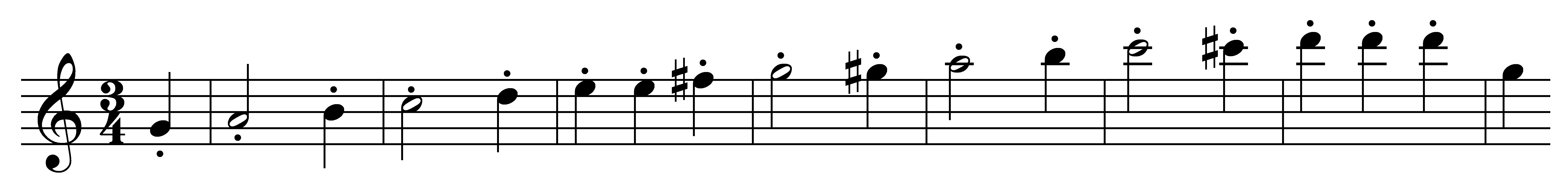

Majd ezt követi a Trio rész, ami ellentétes elemekből épül fel, és a téma kidolgozása is az ellentétek játékára épül. A Trió után a menüett szabálya szerint változatlanul ismétlődik a teljes menüett szakasz. A szimfónia egy 1810-es előadása alkalmából az Allgemeine Musikalische Zeitung egyik tudósítója a tételt mint a szimfónia legszebb részét emelte, ki és a triót, „leírhatatlanul édes hangzásúnak” nevezte.

### 4. tétel – Finale Adagio — Allegro molto e vivace
A negyedik tétel szintén szonátaformában íródott. A 4. tétel egy rövid bevezetővel indul:

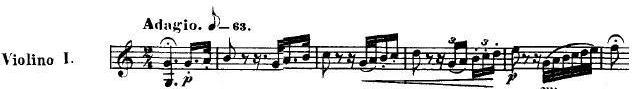

Majd ezután megjelenik az igazán erőteljes és eleven főtéma:

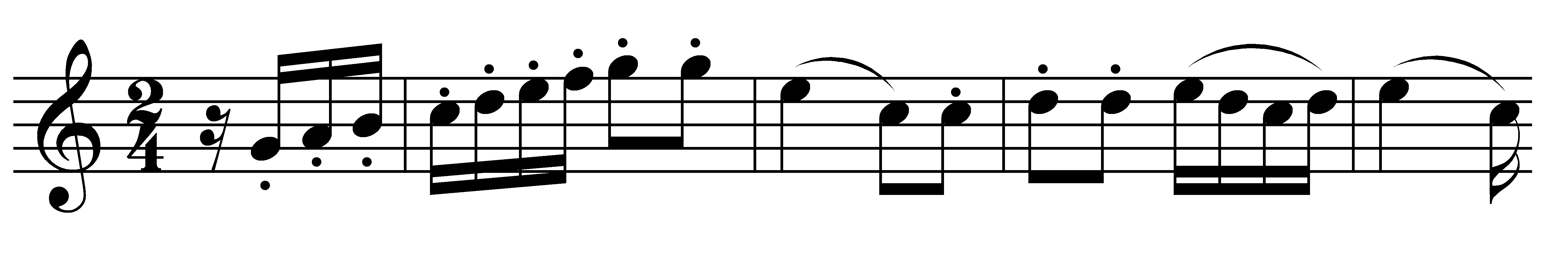

Formailag tökéletesen követi a szonátaforma szabályait, és Beethoven hihetetlen szorgalommal és türelemmel csiszolgatta, változgatta a művet, míg a legtisztább, legtökéletesebb formát el nem nyerte. A 4. tétel, bár több helyen meglepő ötletekkel találkozunk, mégsem éri el az előző tételek színvonalát. Ilyen meglepő ötlet például a tétel elején található hatütemes Adagio bevezető. Ez a rövid rész ékes példája a beethoveni humornak, aki direkt összezavarta a hallgatót egy pillanatra, hogy a komolynak tűnő bevezető után egy teljesen más zenei anyagot használjon. 1809-ben Halléban adták elő a szimfóniát, ahol az ottani karmester az első hat ütemet egyszerűen kihagyta, mondván: „Félek, hogy nevetésre készteti a közönséget”, noha Beethovennek valójában ez is volt a célja.

## Hangszerelés
Beethoven, összehasonlítva a korszak szimfóniáival, aránylag nagy zenekart használ. A klarinétok és az oboák egyidejű használatával mindjárt teltebb hangzást tudott elérni, mint Mozart.
- 2 fuvola
- 2 oboa
- 2 klarinét
- 2 fagott
- 2 kürt
- 2 trombita
- üstdob
- I. hegedű
- II. hegedű
- brácsa
- cselló
- nagybőgő

## A mű hatása
A mű gyorsan meghódította a zenésztársadalmat. A bemutató után a közönség viszonylag szívélyesen fogadta a művet. Viszont a szimfónia kezdőakkordjain, ami az akkori fülnek rendkívül idegen és disszonáns volt, az egész zenésztársadalom fellázadt. E pár akkordfűzés miatt Priendl Standler abbé és Weber Dénes személyes ellenségei lettek a szerzőnek. Beethoven második nagy szerzői estjén, 1803 áprilisában a 2. szimfónia és a Krisztus az Olajfák hegyén című oratórium bemutatása mellett Beethoven újra elővette a művet. A kritikusok ekkor már az egekig magasztalták az 1. szimfóniát, a 2. szimfónia rovására. Az egyik kritikus így irt róla: „Az 1. értékesebb a 2.-nál, mert amaz könnyed természetességgel kidolgozott”. Ettől kezdve az 1. szimfóniát érő kritikák mind pozitívak. Beethoven 1. szimfóniája Európa-szerte hamar népszerűvé vált szimfonikus műnek bizonyult.